# Julia Simic
Julia Šimić (Fürth, Alemania Occidental; 14 de mayo de 1989) es una futbolista alemana. Juega como Centrocampista y su equipo actual es el A. C. Milan de la Serie A de Italia.

## Clubes
| Club                   | País        | Año         |
| ---------------------- | ----------- | ----------- |
| Fc Bayern Múnich       | Alemania    | 2005 - 2013 |
| 1. FFC Turbine Potsdam | Alemania    | 2013 - 2015 |
| VfL Wolfsburgo         | Alemania    | 2015 - 2017 |
| SC Friburgo            | Alemania    | 2017 - 2018 |
| West Ham United        | Reino Unido | 2018 - 2020 |
| A. C. Milan            | Italia      | 2020 -      |

## Títulos

### Campeonatos nacionales
| Título           | Club                   | País     | Temporada   |
| ---------------- | ---------------------- | -------- | ----------- |
| Copa de Alemania | Fc Bayern Múnich       | Alemania | 2011 - 2012 |
| Bundesliga Cup   | Fc Bayern Múnich       | Alemania | 2011        |
| DFB-Hallenpokal  | 1. FFC Turbine Potsdam | Alemania | 2014        |
| Copa de Alemania | VfL Wolfsburgo         | Alemania | 2015        |
| Copa de Alemania | VfL Wolfsburgo         | Alemania | 2016        |
| Bundesliga       | VfL Wolfsburgo         | Alemania | 2016 - 2017 |
| Copa de Alemania | VfL Wolfsburgo         | Alemania | 2017        |

### Campeonatos internacionales
| Título                                        | Equipo                | Sede     | Año  |
| --------------------------------------------- | --------------------- | -------- | ---- |
| Campeonato Europeo Femenino Sub-19 de la UEFA | Selección de Alemania | Islandia | 2007 |